# سوزانه رودولف
سوزانه رودولف (بالألمانية: Susanne Rudolph)‏ هي متزلجة على مسار قصير ألمانية، ولدت في 10 فبراير 1981 في فوبرتال في ألمانيا.

## وصلات خارجية
- سوزانه رودولف على موقع اللجنة الأولمبية الدولية (الإنجليزية)
- سوزانه رودولف على موقع أوليمبيديا (الإنجليزية)